# Palicourea clerodendroides
Palicourea clerodendroides är en måreväxtart som beskrevs av Charlotte M. Taylor. Palicourea clerodendroides ingår i släktet Palicourea och familjen måreväxter. Inga underarter finns listade i Catalogue of Life.